# Seth Michelson
Seth Michelson (Filadelfia, 10 de octubre de 1975) es un poeta, traductor y profesor estadounidense.
Cuenta con un BA de la Universidad Johns Hopkins, un MFA en poesía del Sarah Lawrence College y un Ph.D. en literatura comparada de la Universidad del Sur de California.
Elaboró la antología Dreaming America: Voices of Undocumented Youth in Maximum-Security Detention (2017). Esta colección de poemas reúne poemas escritos en talleres de poesía, que él mismo dirigió, por adolescentes migrantes indocumentados que están detenidos en un centro de máxima seguridad en Estados Unidos; ha sido aclamado a nivel académico y del público.

## Obras
Poesía
- Rengo (2024) ISBN 978-8410073081
- Rengo (2022) ISBN 978-9915656632
- Swimming through Fire (2017) ISBN 978-1941209516
- Eyes Like Broken Windows (2012) ISBN 978-1935708551
- House in a Hurricane (2010)
- Kaddish for My Unborn Son (2009)
- Maestro of Brutal Splendor (2005)

Antologíaa
- Antología de Poesía Slam de Macedonia (2023), con Dra. Khedija Gadhoum ISBN 978-9942-45-053-1
- Boquete: poemas de personas libres (2023), ISBN 978-9915-94-856-0
- Dreaming America: Voices of Undocumented Youth in Maximum-Security Detention (2017) ISBN 978-0985946890

Traducción de poesía
- The Sun of Always de Liliana Ancalao, Puelmapu (2022) ISBN 978-1732936393
- Women of the Big Sky de Liliana Ancalao, Puelmapu (2020) ISBN 978-1944585433
- The Ghetto de Tamara Kamenszain, Argentina (2018) ISBN 978-0996913485
- Wings de Amir Or, Israel (2018) ISBN 978-1944697556
- The Red Song de Melisa Machado, Uruguay (2018) ISBN 978-0900575983
- Scripted in the Streams de Rati Sxena, India (2017)
- Poems from the Disaster de Zulema Moret, Argentina (2016) ISBN 978-8478396412
- roly poly de Victoria Estol, Uruguay (2014)
- Dreaming in Another Land de Rati Saxena, India (2014)
- El Ghetto/The Ghetto: A Bilingual Edition de Tamara Kamenszain, Argentina (2011) ISBN 0978823168